# Aquèmenes d'Egipte
|  | Per a altres significats, vegeu «Aquèmenes (desambiguació)». |

Aquèmenes (en persa antic 𐏃𐎧𐎠𐎶𐎴𐎡𐏁 'Haxāmaniš', en grec antic Ἀχαιμένης) va ser un general persa nomenat sàtrapa d'Egipte en temps de la Dinastia XXVII, de l'any 484 aC fins a la seva mort el 460 aC.
Era membre de la família dels aquemènides, és a dir de la casa reial, per ser fill del rei Darios I el Gran i d'Atossa, i germà de Xerxes I de Pèrsia, també fill de Darios i Atossa. Va ser nomenat després de la primera rebel·lió egipcia. Dirigí la flota egípcia en l'expedició persa contra Grècia l'any 480 aC i va rebutjar la prudència de Demarat; va dirigir la flota a Salamina.
Quan Egipte es va revoltar sota la direcció del libi Inaros, el 460 aC, Artaxerxes I de Pèrsia va enviar a Aquèmenes a aquell país per sufocar la revolta però va ser derrotat i mort en una batalla pels rebels egipcis dirigits per Inaros el mateix any 460 aC.